# Verband der Fechtmeister
Der Verband der Fechtmeister (VdF) ist der Verband der auf die studentische Mensur spezialisierten Fechtmeister. Der VdF bildet ausschließlich männliche Eleven zum Fechtmeister VdF aus.

## Geschichte

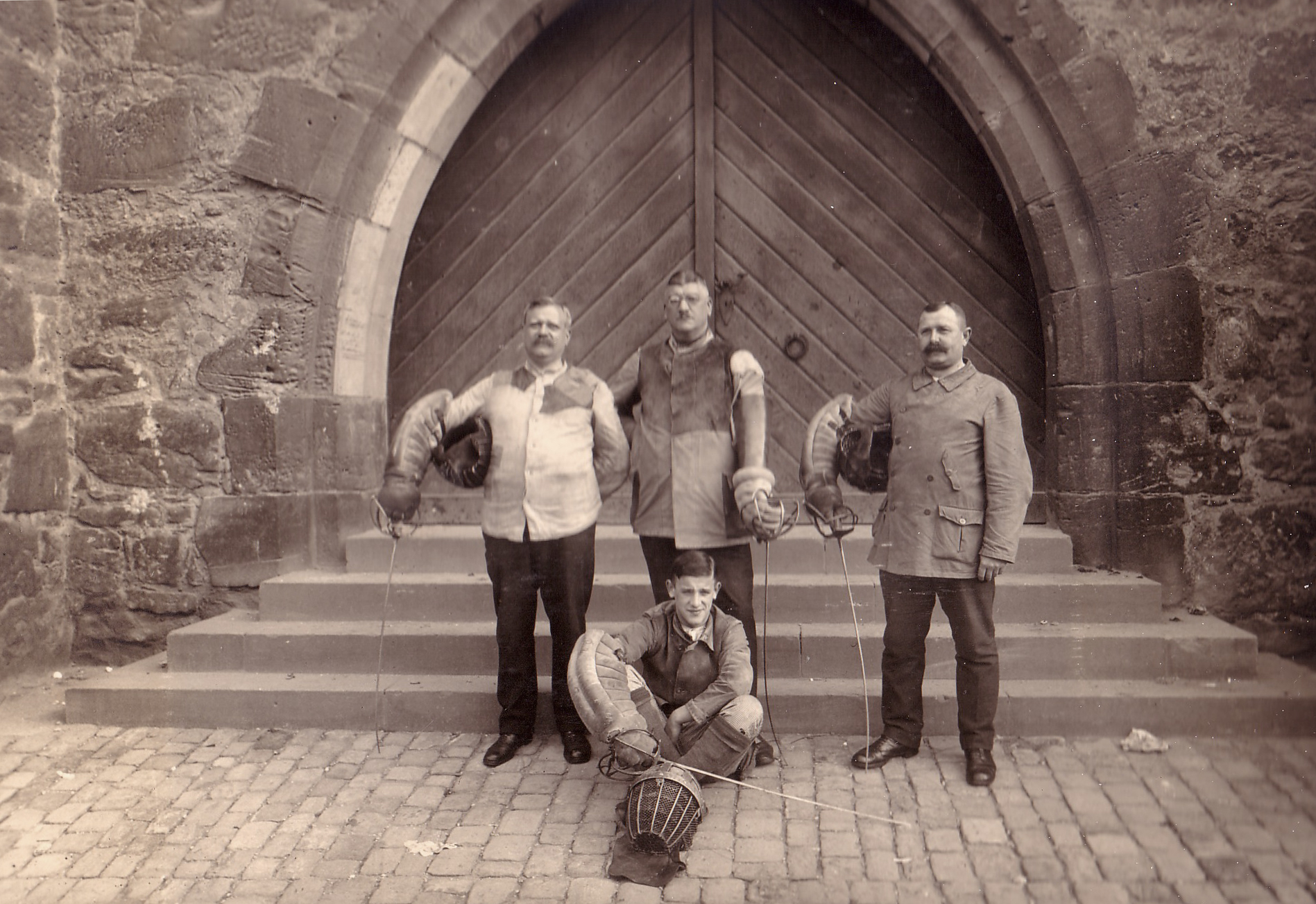
Die Fechtmeister der Universität Heidelberg, um 1910

Gegründet wurde der Verband als Verein Deutscher Fechtmeister 1884 (VdF) auf Initiative des Göttinger Fechtmeisters Robert Grüneklee, der alle deutschen Universitätsfechtmeister zu einem Austausch über einheitliche Methoden des Fechtunterrichts einlud. Die Gründungsversammlung fand am 20. August 1884 im Hotel Dexel in Frankfurt am Main statt. Grüneklee wurde Erster Vorsitzender. Die Ziele des Verbandes waren die Pflege und Förderung eines kunstgemäßen Fechtens nach einheitlichen Methoden auf allen Universitäten und Privatfechtböden, die Ausbildung und Prüfung junger Fechtmeister und die Pflege kameradschaftlichen Geistes unter den Mitgliedern.
Nach dem Ersten Weltkrieg übernahm Christian Seemann-Kahne, der 1906 bereits einen Entwurf zu einer Säbel-Fechtschule ausgearbeitet hatte, die Sammlung der Mitglieder. 1927 wurde in Spandau eine Staatliche Fechtmeisterprüfung eingeführt, die die bisherigen Prüfungen der Prüfungskommission des VdF ergänzte. Unter dem Nationalsozialismus erfolgte 1934 die Angliederung an die Fachschaft Fechten des Verbandes deutscher Turn-, Sport- und Gymnastiklehrer.
Durch Kontrollratsdirektive Nr. 23 vom 17. Dezember 1945 wurde das Fechten als militärische Übung verboten. Das Verbot blieb für das akademische Fechten auch nach der Wiederzulassung des Sportfechtens im März 1950 bestehen. Im April 1951 entstand der VdF im Einvernehmen mit dem 1949 wiedergegründeten Deutschen Fechter-Bund neu. Erster Vorsitzender wurde der Erlanger Fechtmeister Kurt Berthold. Im gleichen Jahr konstituierte sich unter dem Vorsitz von Hans-Reinhard Koch die Arbeitsgemeinschaft Andernach mensurbeflissener Verbände (AGA), mit der der VdF eine enge Kooperation einging. Einige Fechtmeister aus dem Bereich Sportfechten verließen 1952 den VdF, weil sie bei Wiederaufnahme des Unterrichts im akademischen Fechten um ihre Stellung fürchteten und gründeten die Akademie der Fechtkunst Deutschlands (ADFD). Die Legalisierung des Mensurfechtens erfolgte durch das Grundsatzurteil des Bundesgerichtshofs vom 29. Januar 1953 (→ siehe auch: Göttinger Mensurenprozess). Am 20. April 1979 wurde der Verband beim Amtsgericht Nürnberg in das Vereinsregister eingetragen.
Vorsitzende des Verbandes waren ab 1960 Günter Rupp (Köln), Harro Göhler (Hamburg), Henner Huhle (Köln), Kurt-Joachim Betz (Marburg und Gießen) und Andreas Brix (Braunschweig, Göttingen, Hannover, Wien).

## Die Ausbildung zum Fechtmeister
Die Ausbildung zum Fechtmeister erfolgt nach einer Vorstellung des Interessenten und dessen formaler Annahme als Eleven durch den Verband in enger Abstimmung mit der Arbeitsgemeinschaft Andernach mensurbeflissener Verbände. Ab der Zuerkennung des Elevenstatus darf keine aktive Teilnahme an einer Mensur mehr erfolgen, wobei auch die Tätigkeit als Sekundant ausgeschlossen ist. In der Ausbildung werden innerhalb von regulär zwei Jahren Kenntnisse in den drei Sportwaffen Florett, Degen und leichter Säbel vermittelt. Der Schwerpunkt liegt aber im Erwerb der Befähigung als Ausbilder in den drei akademischen Waffen Korbschläger, Glockenschläger und schwerer Säbel.
Der zeitliche Mindestumfang der praktischen Ausbildung in den akademischen Waffen liegt derzeit bei 1000 Stunden. Ein herausfordernder Aspekt der Ausbildung ist insbesondere das Fechten mit dem jeweils schwächeren Arm, da nur so sichergestellt werden kann, dass ein späterer Fechtmeister VdF nicht nur das Fechten zwischen zwei Rechtshändern, sondern auch zwischen zwei Linkshändern und zwischen einem Rechts- und einem Linkshänder lektionieren kann. Nach dem ersten Jahr erfolgt die Vorprüfung, nach dem zweiten Ausbildungsjahr und einer als genügend bewerteten schriftlichen Meisterarbeit folgt die praktische Hauptprüfung von zumeist zwei bis drei Stunden Dauer.